# Bernd Enders

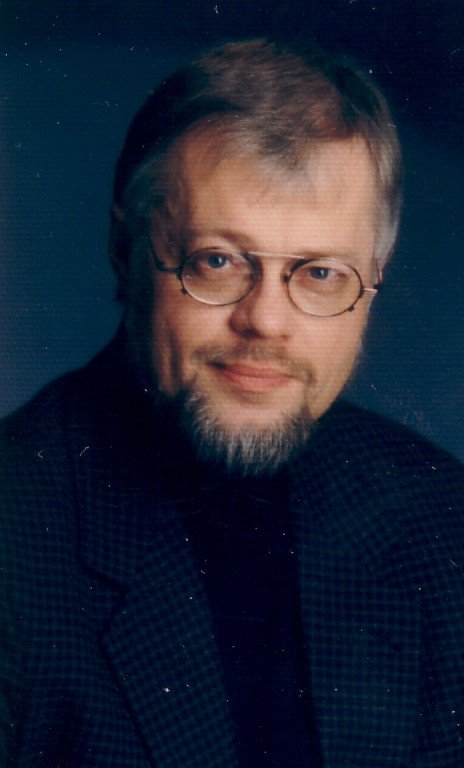
Bernd Enders (2007)

Bernd Enders (* 9. September 1947 in Siegen) ist ein deutscher Musikwissenschaftler und war 1992 bis 1994 Professor für „Musik im 20. Jahrhundert“ am Musikwissenschaftlichen Institut der Universität zu Köln und seit 1994 bis zu seiner Emeritierung 2015 Professor für Systematische Musikwissenschaft an der Universität Osnabrück.

## Leben
Enders studierte nach seinem Abitur im Jahre 1966 am Fürst-Johann-Moritz-Gymnasium in Siegen-Weidenau zuerst an der PH Westfalen-Lippe und anschließend an der Staatlichen Musikhochschule Köln. Er schloss die Studiengänge jeweils mit einem Staatsexamen in mehreren Fächern ab und absolvierte danach das Referendariat für Lehramt an Höheren Schulen (mit Auszeichnung). Im Jahr 1980 promovierte Enders an der Universität zu Köln bei Jobst Fricke in Musikwissenschaft, Philosophie und Pädagogik und begann den Schuldienst als Studienrat. Seit 1981 war er als Dozent im Fachgebiet Musik/Musikwissenschaft an der Universität Osnabrück tätig, wo er 1986 habilitierte. Von 1992 bis 1994 war Enders Professor am Musikwissenschaftlichen Institut der Universität zu Köln (Musik im 20. Jahrhundert unter Einschluß neuer Musiktechnologien u. Medienkunde) und seit 1994 als Professor für Systematische Musikwissenschaft an der Universität Osnabrück im Institut für Musikwissenschaft und Musikpädagogik mit dem Schwerpunkt Musikelektronik/Musikalische Informatik tätig.
Enders interessierte sich seit seiner Mitwirkung in Siegerländer Bands als Schüler und Student für das Thema Musik und Technik und publizierte Bücher und Artikel insbesondere zu wissenschaftlichen, kulturellen und pädagogischen Fragen, die sich mit Musiktechnologie, Multimedia und Musikinformatik beschäftigen. Er organisierte und leitete zu dieser Thematik internationale Kongresse und  DFG-geförderte Forschungsprojekte (z. B. MUSITECH). Er war Programmdirektor der Osnabrücker KlangArt-Biennale, hielt zahlreiche Vorträge im In- und Ausland und gestaltete Rundfunksendungen. Er ist Leiter des eLearning-Projekts CAMI (Computer Aided Music Instruction), das sich u. a. seit 1986 mit der Entwicklung und Herausgabe des von der Gesellschaft für Pädagogik und Information (GPI) mit dem Comenius-EduMedia-Award 2000 ausgezeichneten, international vertriebenen Musiklernprogramms „Computerkolleg Musik“ befasst. Seit 1996 hat er regelmäßig virtuelle Seminare entwickelt und z. T. mit anderen Universitäten im In- und Ausland durchgeführt. Er war außerdem Initiator und bis 2022 geschäftsführender Leiter der 1997 gegründeten Forschungsstelle Musik- und Medientechnologie (FMT) an der Universität Osnabrück sowie Gründer und Mitherausgeber des musikwissenschaftlichen Online-Verlags epOs-Music. Hier gibt er die wissenschaftliche Reihe „Osnabrücker Beiträge zur Systematischen Musikwissenschaft“ heraus. Seit 1997 war er Mitglied und einige Jahre Vorsitzender des vom Deutschen Musikrat eingerichteten Bundesfachausschusses „Musik und neue Medien“ bis 2004. Bis 2018 war er als Vorstandsmitglied im Institut virtUOS (= Zentrum zur Unterstützung virtueller Lehre an der Universität Osnabrück) seit der Gründung im Jahre 2002 tätig. Er hatte 2009 eine Gastprofessur am musikwissenschaftlichen Institut der Karl-Franzens-Universität Graz. Von 2012 bis 2014 war er Vorsitzender der Osnabrücker Wissenschaftlichen Gesellschaft (OWiG) und Direktor des Instituts für Musikwissenschaft und Musikpädagogik (IMM) an der Universität Osnabrück.
Er ist verheiratet, hat zwei Töchter und 10 Enkelkinder.

## Veröffentlichungen (Auswahl)
- Studien zur Durchhörbarkeit und Intonationsbeurteilung von Akkorden. Regensburg 1981. (Kölner Beiträge zur Musikforschung Bd. 115) (Diss., Akustische Reihe Bd. 8), ISBN 3-7649-2235-4.
- Die Klangwelt des Musiksynthesizers. München 1985 (republished by epOs-Music mit vollständiger Online-Fassung), ISBN 3-7723-7761-0.
- Lexikon Musikelektronik. Schott/Goldmann, Mainz/München 1985, ISBN 3-442-33600-7. (Dt. Verlag für Musik, Leipzig 1988, ISBN 3-370-00280-9; Schott/Piper, Mainz/München 1985, ISBN 3-442-33600-7; 3. erweiterte u. überarbeitete Auflage. Atlantis-Musikbuch-Verlag, Mainz 1997, ISBN 3-254-08352-0)
- mit Tillman Weyde: Computerkolleg Musik – Gehörbildung, Kurse 1–6. Überarbeitete und erweiterte Version für Windows. Schott Music Software, Mainz u. a. 1990, ISBN 3-7957-0213-5.
  - engl. Version: Computer courses in music – ear training. Schott Musik International, Mainz 2002, ISBN 3-7957-6081-X.
- (Hrsg.): Neue Musiktechnologie – Vorträge und Berichte vom KlangArt-Kongreß 1991 an der Universität Osnabrück, B. Schott’s Söhne, Mainz 1993, ISBN 3-7957-1867-8.
- (Hrsg.): Neue Musiktechnologie II – KlangArt-Kongress '93 – Vorträge und Berichte, B. Schott’s Söhne, Mainz 1996, ISBN 3-7957-1871-6.
- mit Joachim Stange-Elbe (Hrsg.): „Global village – global brain – global music“. KlangArt-Kongreß '99 – Vorträge und Berichte. epOs-Music, Osnabrück 2003, ISBN 3-923486-41-3.
- (Hrsg.): Mathematische Musik – musikalische Mathematik. Pfau, Saarbrücken 2005, ISBN 3-89727-275-X.
- Der wohltemperierte Musikcomputer. In: A. Albrecht, G. v. Essen, W. Frick (Hrsg.): Zahlen, Zeichen und Figuren – Mathematische Inspirationen in Kunst und Literatur. de Gruyter, Berlin / Boston 2011, ISBN 978-3-11-022905-9, S. 47–80.
- mit Jürgen Oberschmidt, Gerhard Schmitt (Hrsg.): Die Metapher als ›Medium‹ des Musikverstehens, Wissenschaftliches Symposium, 17.–19. Juni 2011, Universität Osnabrück, epOs-Music, Osnabrück 2013, ISBN 978-3-940255-38-9.
- Analoge und digitale Syntheseverfahren, MIDI und Sampling. In: Musikalische Akustik, hrsg. v. Christoph Reuter und Wolfgang Auhagen, Laaber 2014, ISBN 978-3-89007-736-9, S. 262–301
- From Idiophone to Touchpad. The Technological Development to the Virtual Musical Instrument, in: Musical Instruments in the 21st Century. Identities, Configurations, Practices. Ed. by Till Bovermann, Alberto de Campo, Hauke Egermann, Sarah-Indriyati Hardjowirogo, Stefan Weinzierl. Springer, Singapore 2017, ISBN 978-981-10-2950-9, pp. 45–58.

## Mitgliedschaften
Enders ist Mitglied der Gesellschaft für Musikforschung (GfM), der Deutschen Gesellschaft für Musikpsychologie (DGM), der Osnabrücker Wissenschaftlichen Gesellschaft (OWiG), der Deutschen Gesellschaft für Elektroakustische Musik (DEGEM) und der ´Forschungsstelle Musik- und Medientechnologie´ an der Universität Osnabrück.